# NGC 61/2
NGC 61/2 је лентикуларна галаксија у сазвежђу Кит која се налази на NGC листи објеката дубоког неба.
Деклинација објекта је - 6° 19' 20" а ректасцензија 0h 16m 24,4s. Привидна величина (магнитуда) објекта NGC 61 износи 14,5 а фотографска магнитуда 15,5. NGC 612 је још познат и под ознакама NGC 61B, MCG -1-1-63, VV 742, PGC 1085.